# دوشنبه‌ها در آفتاب
دوشنبه‌ها در آفتاب (اسپانیایی: Los lunes al sol‎) فیلمی در ژانر درام به کارگردانی فرناندو لئون د آرانوا است که در سال ۲۰۰۲ منتشر شد. از بازیگران آن می‌توان به خاویر باردم، لوئیس تسار، خوزه آنخل اگیدو، لوئیس سائرا و فرناندو تخه‌رو اشاره کرد. فیلم تصویرگر بیکاری تعدادی مرد در نزدیکی یک بارانداز کشتی در بیگوی اسپانیاست.
این فیلم توانست در سال ۲۰۰۳ پنج جایزه گویا، از جمله جایزهٔ بهترین فیلم، بهترین کارگردان و بهترین بازیگر نقش اول را از آن خود کند.